# Vieille cense de Marloie
 (janvier 2023).
- Si vous ne connaissez pas le sujet, laissez ce bandeau (vous pouvez alors contacter les auteurs).
- Si vous supprimez le contenu mis en cause (vous pouvez préalablement contacter les auteurs),

argumentez précisément cette suppression dans la page de discussion
(un manque de référence n'est pas un argument ; une recherche réelle de référence doit avoir été effectuée, être formellement documentée).
La Vieille Cense  est un bâtiment historique sis à Marloie, près de Marche-en-Famenne, en Belgique. Construite à partir du XVe siècle, cette ancienne métairie dépendait de l’abbaye de Saint-Hubert jusqu’à la révolution française.  Rénové et adapté le bâtiment est aujourd’hui un centre d’activités culturelles. Il est classé au patrimoine immobilier de Wallonie.

## Histoire
Les premiers bâtiments de ce complexe agricole  dépendant de l’abbaye de Saint-Hubert datent du XVe siècle. Au XVIe siècle il fut divisé en deux parties : la ‘vieille bouverie’ et la ‘nouvelle bouverie’ (avec l’édifice appelé ‘la Tourette’) La ‘vieille bouverie (ou ‘cense’) comprenait : le corps de logis seigneurial (dans l’angle sud-ouest), des étables (vers l’ouest) et la moitié de la grange (au nord). La ‘nouvelle bouverie (ou ‘nouvelle cense’) était composée du second logis (avec ‘la Tourette’), d’une aile d’étables (à l’est) et de la deuxième moitié de la grange. Du XVe jusqu’à la fin du XVIIIe siècle des bâtiments s’ajoutèrent au complexe seigneurial, pour devenir ce qu’il est aujourd’hui.
Au fil des siècles, cette grande ferme en carré, construite en moellons de calcaire et en briques (avec toitures en ardoises) demeura la possession de la riche abbaye de Saint-Hubert, jusqu’à la suppression de celle-ci en 1794. Les biens abbatiaux furent vendus en 1797. C’est à cette époque que la Principauté de Liège fut annexée à la France. 
De nombreuses modifications intérieures et extérieures eurent lieu durant le XIXe siècle. Par ailleurs, le bombardement aérien du 21 mai 1944, et l’explosion d’un train de munitions allemand qui a détruit une bonne partie du village de Marloie (et fait une quarantaine de morts) endommagea gravement les bâtiments qui, depuis leur classement en 1988, ont été progressivement restaurés.
Aujourd’hui le remarquable ensemble architectural qu’est la Vieille Cense est un centre culturel, social et familial très actif. Outre expositions et conférences, des réceptions et fêtes familiales y sont organisées. 

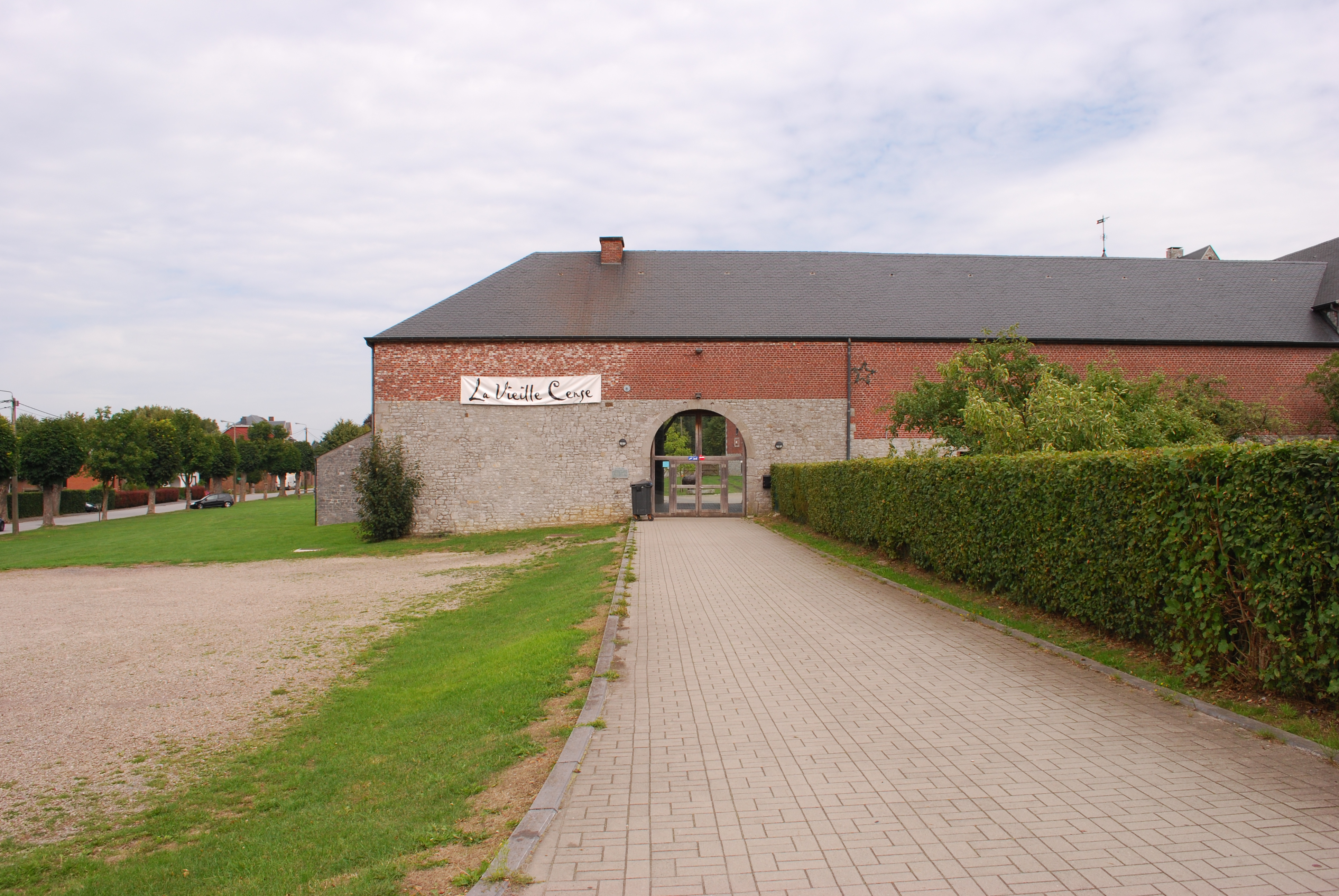
Entrée de l'ancienne ferme de la 'Vieille cense'

## Description
La Vieille Cense se trouve au centre du village, juste à côté de l’église Saint-Georges. Depuis le XVIe siècle elle est divisée en deux logis. Le plus ancien est, paradoxalement celui que l’on appelle aujourd’hui la ’Nouvelle Cense’.   Flanqué  jusqu'à la Seconde Guerre mondiale d'une tour d'escalier circulaire dans un angle sur cour, il remonte au troisième quart du XVe siècle.  Ses façades en encorbellement de bois ont été converties en matière pierreuse au XVIIe siècle.